# NHK横滨放送局
NHK横滨放送局（日语：NHK横浜放送局），又称NHK横滨广播电视台，是日本放送協會位於神奈川縣横滨市、負責主管神奈川縣事務的地方广播电视台（放送局）。設立於1926年8月15日。

## 频道频率一览

### 电视频道
无自办频道。NHK横滨负责向神奈川县转播NHK东京综合频道（JOAK-DTV）和NHK东京教育频道（呼号JOAB-DTV）。

### 广播频率
- NHK横滨调频广播（呼号JOGP-FM）